# 費拉赫

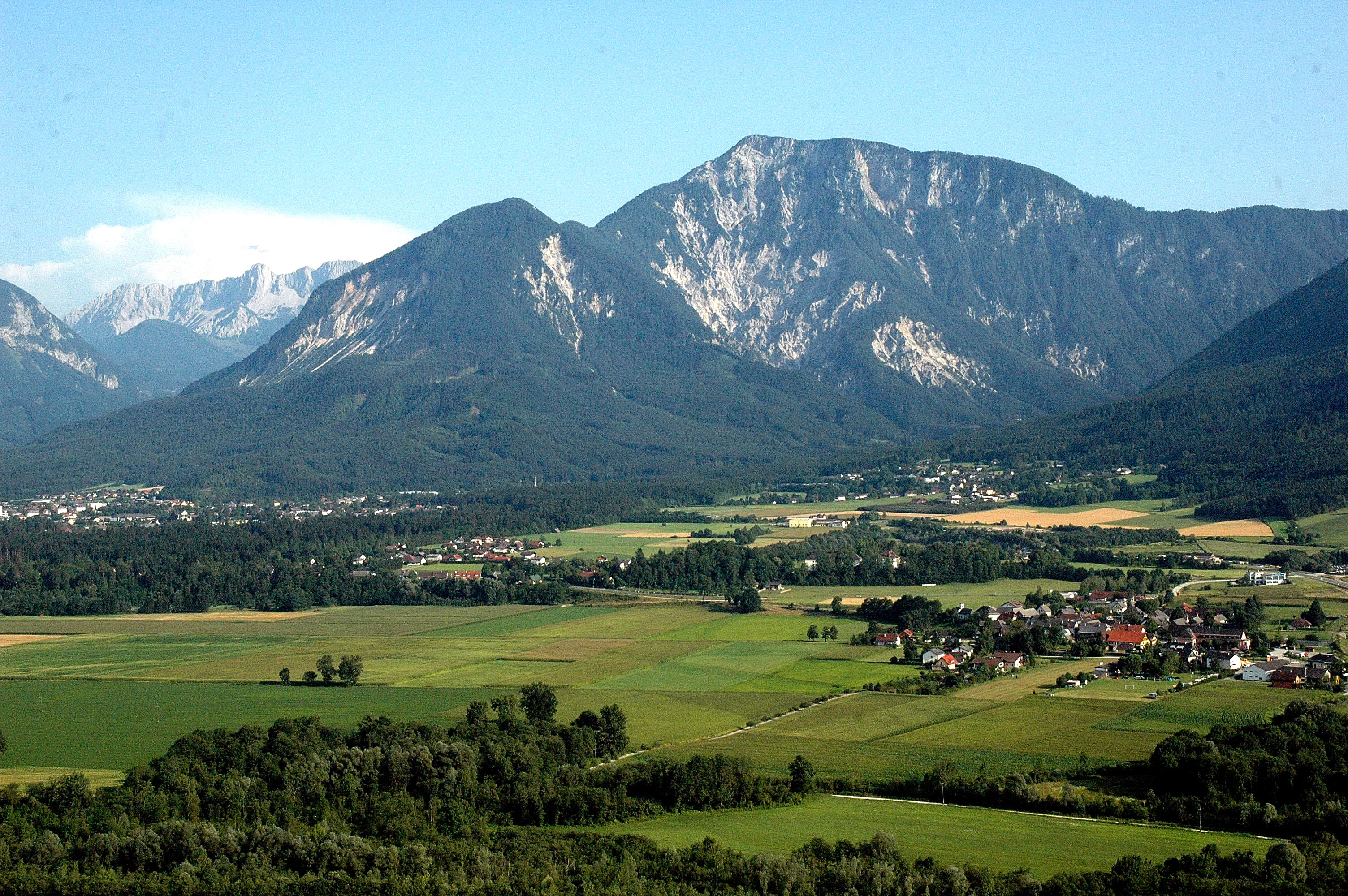
Ferlach

費拉赫（Ferlach）是奧地利的城鎮，位於該國南部，距離首府克拉根福約17公里，由克恩頓州負責管轄，面積117.25平方公里，海拔高度466米，2012年人口7,262。